# Alper Uludağ
Alper Uludağ, né le 11 décembre 1990 à Heusden-Zolder, est un footballeur belgo-turc, qui évolue au poste d'arrière gauche à Giresunspor.